# James Fauntleroy
James Edward Fauntleroy II (Inglewood, 16 maggio 1984) è un cantante, paroliere e produttore discografico statunitense.

## Carriera
Ex membro del gruppo The Underdogs, lavora con il team di produzione The Y's, che fa riferimento a Justin Timberlake. Inoltre è membro del gruppo 1500 or Nothin', che si occupa anch'esso di produzione, scrittura e musica.
Fauntleroy è noto soprattutto per aver scritto o collaborato con diversi artisti della scena hip hop, pop e R&B.
Tra i brani di successo da lui scritti o coscritti vi sono No Air di Jordin Sparks & Chris Brown, Take You Down e Superhuman di Chris Brown, Love Sex Magic di Ciara, Winner di Jamie Foxx, Part II (On the Run) di Jay-Z, Blow di Beyoncé, California Roll di Snoop Dogg e altri.
Nel 2009 ha coscritto diverse tracce dell'album Rated R di Rihanna. Inoltre è coautore di diversi brani dell'album The 20/20 Experience di Justin Timberlake.
È membro del collettivo Cocaine 80s insieme a Common, No I.D., Jhené Aiko e altri.
Come cantante ha collaborato con ASAP Rocky, Kendrick Lamar, Omarion, Justin Timberlake, Big Sean, Travis Scott, J. Cole, Kanye West e altri.